# Eupithecia karischi
Eupithecia karischi es una especie de polilla de la familia Geometridae. La especie fue descrita por primera vez por Claude Herbulot habiendo sido descrita en 1999, con distribución en la Isla de Bioko, Guinea Ecuatorial. El holotipo de la especie fue descrita en los bosques de la reserva científica de la Caldera de Luba a aproximadamente 1700 metros (5577,4 pies) de altitud.